# Troms og Finnmark
Troms og Finnmark (literalmente Troms e Finnmark; em lapão setentrional: Romsa ja Finnmárku; em Kven: Tromssa ja Finmarkku) foi um condado do norte da Noruega que foi estabelecido em 1 de janeiro de 2020. O condado foi o resultado de uma reforma regional na Noruega. O condado foi formado pela fusão dos antigos condados de Finnmark e Troms e do município de Tjeldsund, no condado de Nordland. O centro administrativo do novo condado era sediado na cidade de Tromsø (a sede do antigo condado de Troms), enquanto a residência do governador do condado era localizada na cidade de Vadsø (a sede do antigo condado de Finnmark).
Em 1 de janeiro de 2019, Elisabeth Aspaker foi nomeada Governadora do Condado de Troms og Finnmark. Anteriormente, ela era a governadora do condado de Troms.
A fusão não foi popular, especialmente no antigo condado de Finnmark. Foi realizado um referendo não vinculativo em todo o condado e cerca de 87% dos residentes de Finnmark que votaram foram contra a fusão, mas o Storting não reverteu sua decisão de fundir o condado. Alguns partidos políticos fizeram campanha para reverter a fusão no próximo mandato parlamentar.
Em 14 de Junho de 2022, o Storting decidiu que os condados se separariam novamente em 1º de Janeiro de 2024. 

## Municípios
O condado de Troms og Finnmark possuía um total de 39 municípios:
| No. | Número de Municipalidade | Nome         | Criação              | Antigo número de municipalidade             | Condado anterior |
| --- | ------------------------ | ------------ | -------------------- | ------------------------------------------- | ---------------- |
| 1   | 5401                     | Tromsø       | 1 de janeiro de 2020 | 1902 Tromsø                                 | Troms            |
| 2   | 5402                     | Harstad      | 1 de janeiro de 2020 | 1903 Harstad                                | Troms            |
| 3   | 5403                     | Alta         | 1 de janeiro de 2020 | 2012 Alta                                   | Finnmark         |
| 4   | 5404                     | Vardø        | 1 de janeiro de 2020 | 2002 Vardø                                  | Finnmark         |
| 5   | 5405                     | Vadsø        | 1 de janeiro de 2020 | 2003 Vadsø                                  | Finnmark         |
| 6   | 5406                     | Hammerfest   | 1 de janeiro de 2020 | 2004 Hammerfest2017 Kvalsund                | Finnmark         |
| 7   | 5411                     | Kvæfjord     | 1 de janeiro de 2020 | 1911 Kvæfjord                               | Troms            |
| 8   | 5412                     | Tjeldsund    | 1 de janeiro de 2020 | 1852 Tjeldsund                              | Nordland         |
| 8   | 5412                     | Tjeldsund    | 1 de janeiro de 2020 | 1913 Skånland                               | Troms            |
| 9   | 5413                     | Ibestad      | 1 de janeiro de 2020 | 1917 Ibestad                                | Troms            |
| 10  | 5414                     | Gratangen    | 1 de janeiro de 2020 | 1919 Gratangen                              | Troms            |
| 11  | 5415                     | Lavangen     | 1 de janeiro de 2020 | 1920 Lavangen                               | Troms            |
| 12  | 5416                     | Bardu        | 1 de janeiro de 2020 | 1922 Bardu                                  | Troms            |
| 13  | 5417                     | Salangen     | 1 de janeiro de 2020 | 1923 Salangen                               | Troms            |
| 14  | 5418                     | Målselv      | 1 de janeiro de 2020 | 1924 Målselv                                | Troms            |
| 15  | 5419                     | Sørreisa     | 1 de janeiro de 2020 | 1925 Sørreisa                               | Troms            |
| 16  | 5420                     | Dyrøy        | 1 de janeiro de 2020 | 1926 Dyrøy                                  | Troms            |
| 17  | 5421                     | Senja        | 1 de janeiro de 2020 | 1927 Tranøy1928 Torsken1929 Berg1931 Lenvik | Troms            |
| 18  | 5422                     | Balsfjord    | 1 de janeiro de 2020 | 1933 Balsfjord                              | Troms            |
| 19  | 5423                     | Karlsøy      | 1 de janeiro de 2020 | 1936 Karlsøy                                | Troms            |
| 20  | 5424                     | Lyngen       | 1 de janeiro de 2020 | 1938 Lyngen                                 | Troms            |
| 21  | 5425                     | Storfjord    | 1 de janeiro de 2020 | 1939 Storfjord                              | Troms            |
| 22  | 5426                     | Kåfjord      | 1 de janeiro de 2020 | 1940 Kåfjord                                | Troms            |
| 23  | 5427                     | Skjervøy     | 1 de janeiro de 2020 | 1941 Skjervøy                               | Troms            |
| 24  | 5428                     | Nordreisa    | 1 de janeiro de 2020 | 1942 Nordreisa                              | Troms            |
| 25  | 5429                     | Kvænangen    | 1 de janeiro de 2020 | 1943 Kvænangen                              | Troms            |
| 26  | 5430                     | Kautokeino   | 1 de janeiro de 2020 | 2011 Kautokeino                             | Finnmark         |
| 27  | 5432                     | Loppa        | 1 de janeiro de 2020 | 2014 Loppa                                  | Finnmark         |
| 28  | 5433                     | Hasvik       | 1 de janeiro de 2020 | 2015 Hasvik                                 | Finnmark         |
| 29  | 5434                     | Måsøy        | 1 de janeiro de 2020 | 2018 Måsøy                                  | Finnmark         |
| 30  | 5435                     | Nordkapp     | 1 de janeiro de 2020 | 2019 Nordkapp                               | Finnmark         |
| 31  | 5436                     | Porsanger    | 1 de janeiro de 2020 | 2020 Porsanger                              | Finnmark         |
| 32  | 5437                     | Karasjok     | 1 de janeiro de 2020 | 2021 Karasjok                               | Finnmark         |
| 33  | 5438                     | Lebesby      | 1 de janeiro de 2020 | 2022 Lebesby                                | Finnmark         |
| 34  | 5439                     | Gamvik       | 1 de janeiro de 2020 | 2023 Gamvik                                 | Finnmark         |
| 35  | 5440                     | Berlevåg     | 1 de janeiro de 2020 | 2024 Berlevåg                               | Finnmark         |
| 36  | 5441                     | Tana         | 1 de janeiro de 2020 | 2025 Tana                                   | Finnmark         |
| 37  | 5442                     | Nesseby      | 1 de janeiro de 2020 | 2027 Nesseby                                | Finnmark         |
| 38  | 5443                     | Båtsfjord    | 1 de janeiro de 2020 | 2028 Båtsfjord                              | Finnmark         |
| 39  | 5444                     | Sør-Varanger | 1 de janeiro de 2020 | 2030 Sør-Varanger                           | Finnmark         |